# Izvorul din satul Ocnița
Izvorul din satul Ocnița este un monument al naturii de tip hidrologic în raionul Camenca, Republica Moldova. Este amplasat în satul Ocnița. Ocupă o suprafață de 1 ha. Obiectul este administrat de Întreprinderea Agricolă „Rassvet”.